# Puppet Master: Axis Termination
A Puppet Master: Axis Termination egy 2017-es amerikai horrorfilm, melyet Roger Barron írt, és Charles Band rendezett. Ez a tizenegyedik rész a Gyilkos bábok-sorozatban. A főszerepben George Appleby, Kevin Scott Allen, és Paul Logan látható.
Az Axis Termination "R" korhatáros besorolást kapott erőszakos, véres jelenetei miatt.
Az Amerikai Egyesült Államokban 2017. szeptember 15-én mutatták be. A filmhez készült magyar nyelvű felirat.

## Történet
Az Axis Saga utolsó fejezetében Charles Band összes bábja felsorakozik: Blade, Pinhead, Tunneler, Jester, továbbá Six Shooter valamint Leech Woman. A bábok összefognak a pszichikai hatalmak mestereivel, hogy megakadályozzák a Harmadik Birodalmat a Második világháború megnyerésében, melyet Dr. Gerde Ernst (Tonya Kay) és Sturmbahnfurher Steiner Krabke (Kevin Sccott Allen) vezet, mindeközben egy új, gonosz náci ellenséggel és az ördögi Axis bábokkal (Weremacht a vérfarkas, Bombshell és a harci gép Blitzkreig) is szembesülniük kell egy olyan leszámolásban, amely eldönti a szabad világ jövőjét.
Az események az előző két részben megismert Danny és Beth halálával kezdődnek. Egy amerikai tisztviselő lelövi őket a nyitó jelenetben, azonban az amerikai hadsereg kapitánya, Brooks (Paul Logan) végez vele, majd jelentést tesz parancsnoka felé, aki utasítja, hogy lépjen szövetségre az orosz törpével, Dr. Ivan-nal, és látnok lányával, Elisa Ivanov-val (Tania Fox), akivel összeállíthat egy különleges náci pusztító egységet.

## Bábok
- Blade
- Pinhead
- Tunneler
- Jester
- Six Shooter
- Leech Woman

### Axis bábok
- Weremacht
- Bombshell
- Blitzkrieg

## Kritikai fogadtatás
A film vegyes visszajelzéseket kapott a kritikusoktól. 
- Az IMDb filmadatbázison 4.3 ponton állt 2018. novemberében.[1]
- A McBASTARD'S MAUSOLEUM munkatársa a következőképpen alkotott véleményt a filmről: "A film mindössze hetvenöt perces, de egész játékidő alatt végig úgy érezni, hogy Charles Band rendezése nem annyira stílusos, elegáns, így a film színes LED-UV világításában, rendesen érződik rajta az alacsony költségvetés, a lila, piros, zöld és kék színek keverése nem túl megnyerőek, nem tudja elrejteni a környezet alacsony költségvetési korlátait. Viszont ennek ellenére a film nem olyan rossz, mint amilyennek leírtam. Ha nem vesszük komolyan a dolgot, akkor azt is mondhatom, hogy tartogat ígéretes pillanatokat, és igen szórakoztató."[2]
- Ezzel szemben a BLOOD BROTHERS egyik szerkesztője úgy érezte "Nehéz elhinni, hogy Charles Band sorozata 11 részt megélt (leszámítva a Puppet Master vs Demonic Toys crossover-t). Ez azt jelenti, hogy hivatalosan ez minden idők leghosszabb horrorsorozata, megelőzve a Péntek 13. filmeket (ha leszámítjuk a Freddy vs. Jason spin-off-ot, és a 2009-es remake-t). A Gyilkos bábok franchise méltó egy ilyen rekordra? A válaszom nem. Persze a franchise szórakoztató volt a kezdetektől, de az 5. résztől zuhanásnak indult. Azóta is pályája csak lassan ível felfelé. A legutóbbi Puppet Master kritikám, az Axis Rising szerint a sorozat jó úton halad hogy visszatérjen a kisiklott pályáról. Az Axis Rising egy korrekt epizód volt, amely segitett volna azon, hogy a Full Moon ismét régi dicső fényében ragyogjon. Sajnálatos módon nem az Axis Termination fogja helyreállítani a csorbát szenvedett sorozaton."[3]

## Megjelenés
A film 2017. november 15-én jelent meg DVD-n és Blu-ray-en az USA-ban. Magyarországon nem került forgalomba.

## Háttér
Ez az első alkalom, hogy Blade hangját a Retro Puppet Master-ből kapja. A Gyilkos bábok 5. óta ez az első alkalom, hogy Jester meglepett arckifejezést kapott. "Ez a franchise legvadabb folytatása." – nyilatkozta Charles Band. A náci katonák nagy részét olyan rajongók játsszák, akik fizettek a szerepért. Torch-ot tervezték beilleszteni a történetbe, még egy korai poszteren is feltüntették, de később kivágták a sztoriból, mert nem jutott számára hely a forgatókönyvben. Danny és Beth visszatérnek a trilógia utolsó részében is. A karaktereket ugyanazon színészek játsszák, akik az előző filmben szerepeltek. David DeCoteau, aki a franchise-ból négy rész rendezett (Gyilkos bábok 3. – Toulon bosszúja, Puppet Master: The Legacy, Retro Puppet Master, Puppet Master: Axis of Evil), cameot kapott a filmben, egy nácit alakít.